# 파시파에 (위성)
파시파에(영어: Pasiphae /pəˈsɪfə.iː/, 그리스어: Πασιφάη, 일반적으로 "Pasiphaë"라고 표기한다)는 목성의 역행 불규칙 위성이다. 파시파에는 영국 천문학자인 필리버트 자크 멜로트가 1908년 발견했으며, 파시파에라는 이름은 그리스 신화에서 미노스의 아내이자 미노타우로스의 어머니인 파시파에의 이름을 따서 붙여졌다.

## 발견
파시파에는 1908년 2월 28일 그리니치 천문대에서 처음 촬영되었고, 1월 27일 촬영되었던 사진과 비교하여 파시파에의 존재를 확인할 수 있었다. 파시파에는 1908 CJ라는 임시 이름을 부여받았었고, 이 때는 파시파에가 목성의 위성인지 또는 소행성인지 식별할 수 없었다. 파시파에가 목성의 위성이라는 것은 같은 년 4월 10일날 확인되었다.
파시파에는 현재의 "파시파에"라는 이름을 1975년까지 가지지 못했었는데, 그 전에는 단순히 목성 VIII로 불렸고, 1955 ~ 1975년 사이의 기간에는 가끔씩 "포세이돈"이라고도 불렸다.

## 궤도

목성의 역행 불규칙 위성들을 나타낸 다이어그램. 각 위성의 궤도 근점과 원점은 각각 노란색 직선의 끝 부분이며, 노란 직선 자체는 이심률을 나타낸다. 가장 바깥쪽의 규칙 위성인 칼리스토는 참조를 위해 표시되어 있다.

파시파에는 궤도 경사와 이심률이 높은 역행 궤도를 돌며, 궤도 경사가 144.5° ~ 158.3°가량인 위성들의 모임인 파시파에 군의 이름의 유래가 되었다. 파시파에의 궤도 정보는 2000년 1월의 정보이며, 이는 목성이나 태양으로부터의 궤도 섭동 현상으로 인해 계속해서 변하고 있다.
파시파에는 또한 목성과 100년 주기의 궤도 공명, 파시파에의 궤도 근점 경도를 목성의 궤도 근일점 경도와 일치시키려는 현상이 일어남이 알려져 있다.

## 물리적 성질
파시파에의 지름은 약 60 km로, 히말리아와 엘라라에 이어 세 번째로 큰 불규칙 위성이다.
적외선 대역에서의 스펙트럼 분석을 통해, 파시파에는 스펙트럼 상으로 큰 특징이 없으며, 파시파에가 소행성으로부터 유래했다는 설을 뒷받침한다. 파시파에는 다른 파시파에 군 위성들과 함께, 목성의 중력에 잡힌 소행성으로부터 유래하였다고 추측되고 있다.
가시광 대역에서 파시파에는 회색(색지수 B-V=0.74, R-V=0.38)으로 나타나며, 이는 C형 소행성과 유사하다.

## 같이 보기
- 파시파에 군
- 불규칙 위성